# Heinz Moll (Politiker)

Heinz Moll (1983)

Heinz Moll (* 25. Juli 1928 in Kreuzlingen; † 20. März 2008 in Münsterlingen) war ein Schweizer Politiker (FDP).

## Biografie
Moll wurde 1928 als Sohn eines Metzgermeisters geboren. Er studierte Rechtswissenschaften an den Universitäten in Bern und Paris und schloss sein Studium 1957 ab. Ein Jahr später erhielt er die Zulassung, um als Anwalt arbeiten zu können, und war bis 1975 als Notar des Kreises Kreuzlingen tätig. Danach arbeitete er als Anwalt in Kreuzlingen, Herrenhof und Homburg. 
1958 trat Moll der FDP bei und war von 1965 bis 1975 Vorsitzender der FDP im Bezirk Kreuzlingen. Er war von 1968 bis 1983 im Grossen Rat von Thurgau und von 1983 bis 1987 im Ständerat. 1983 wurde er Bankrat der Thurgauer Kantonalbank, was er bis 1996 blieb.